# آرمسترونغ ويتوورث أطلس
آرمسترونغ ويتوورث أطلس (بالإنجليزية: Armstrong Whitworth Atlas)‏ كانت طائرة طائرة ثنائية السطح ذات محرك واحد، صممت وبنيت من قبل ارمسترونغ ويتوورث للطائرات في بريطانية. استخدمت كطائرة إسناد للجيش من قبل سلاح الجو الملكي في عقدي 1920 و 1930. وهي أول طائرة مصممة من نوعها تخدم مع سلاح الجو الملكي البريطاني

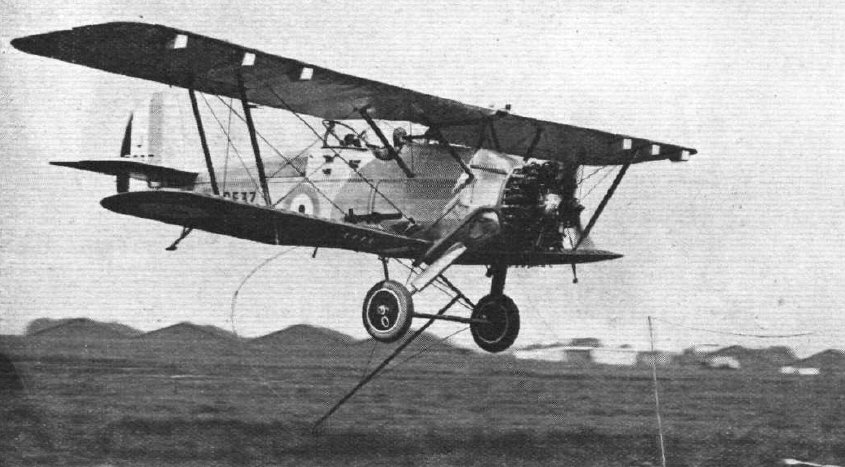
أطلس تلتقط رسالة بريدية

## متغيرات

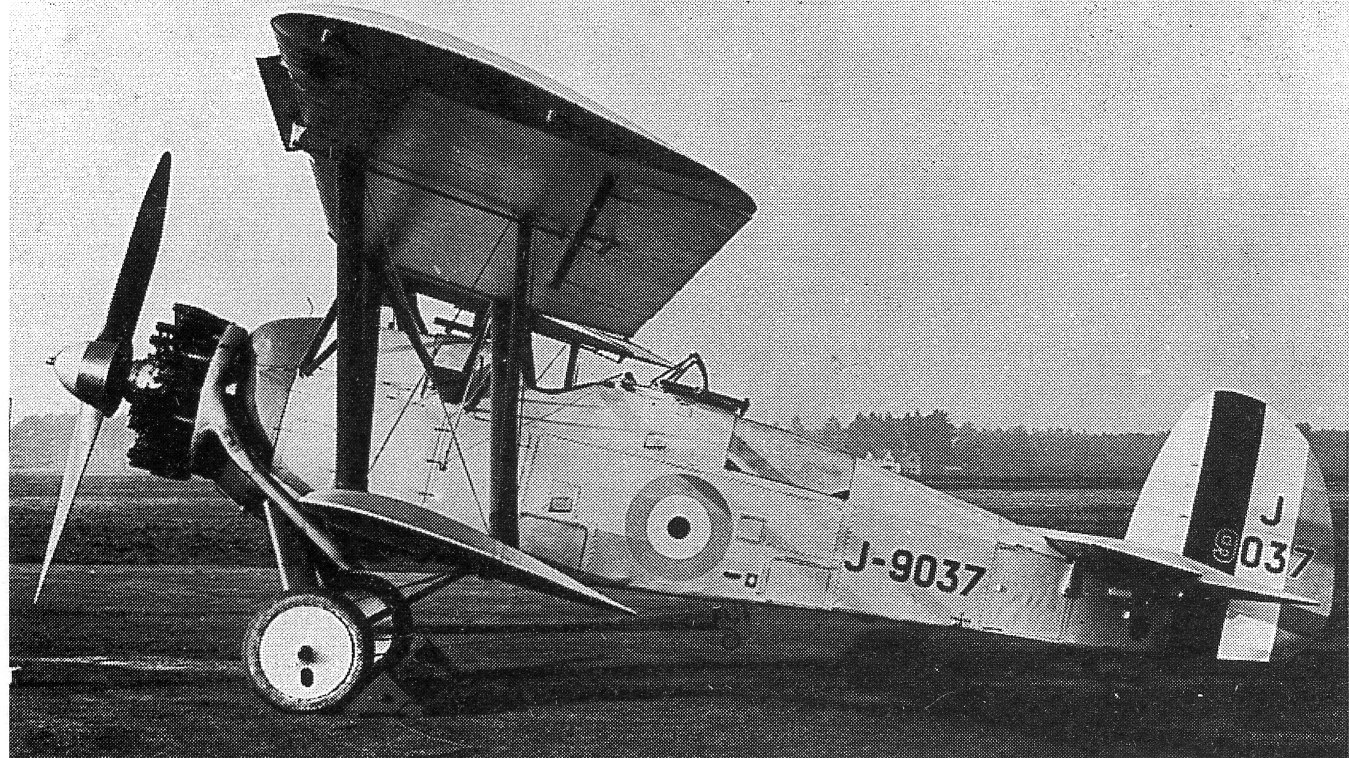
ارمسترونغ ويتوورث Aries

- Atlas I Army co-operation aircraft - 271 built for the RAF.
- Atlas Trainer Dual-control trainer version of Atlas I - 175 built.
- Atlas II Cleaned up, more powerful version, powered by 525 حصان (391 كـو) Armstrong Siddeley Panther. Rejected in favour of Audax by RAF.[1] 15 built for قوانغشي Air Force, China.[2]
- Ajax minor differences from Atlas I - 4 built for RAF.
- Aries improved Atlas I with easier access for maintenance and increased dimensions - one built
- EAF Atlas Greek lower-cost version (main differences in wing structure, engine and propeller) - 10 built by مصنع الطائرات الحكومي في اليونان after 1931.[3]

## المشغلون

### عسكري
كندا
- سلاح الجو الملكي الكندي

 الصين
- Kwangsi Air Force

 الصين
- Chinese Nationalist Air Force

 مصر
 اليونان
- القوات الجوية اليونانية
- البحرية اليونانية

 اليابان
 المملكة المتحدة
- سلاح الجو الملكي
  - No. 2 Squadron RAF
  - No. 4 Squadron RAF
  - No 13 Squadron RAF
  - No. 16 Squadron RAF
  - No. 26 Squadron RAF
  - No. 208 Squadron RAF
  - No. 1 Flying Training School RAF
  - No. 3 Flying Training School RAF
  - No. 4 Flying Training School RAF
  - No. 5 Flying Training School RAF
  - كلية كرانويل للقوات الجوية

### مدني
المملكة المتحدة
- إير سيرفيس تراينينغ المحدودة

## مواصفات (Atlas I)
البيانات من القاذفات البريطانية منذ عام 1914.
الخصائص العامة
- الطاقم: اثنان
- الطول: 28 قدم 6½ بوصة (8.70 متر)
- باع الجناح: 39 قدم 6½ بوصة (12.06 متر)
- الارتفاع: 10 قدم 6 بوصة (3.20 متر)
- مساحة الجناح : 391  قدم مربع (36.3 متر2)
- جناح حامل: RAF 28[4]
- الوزن فارغة: 2,550 رطل (1,160 كغم)
- الوزن محملة: 4,020 رطل (1,827 كغم)
- محرك الطائرة: 1 × آرمسترونغ سايدلي جاغوار IVC محرك شعاعي 14 اسطوانة, 450 حصان (336 كيلوواط)

الأداء
- السرعة القصوى: 123 عقدة (142 ميل في الساعة، 229 كم/ساعة) عند مستوى سطح البحر
- مدى (طائرة): 348 ميل بحري (400 ميل، 644 كم)
- قدرة التحمل: 3 ساعات 25 دقيقة[5]
- سقف الخدمة: 16,800 قدم (5,120 متر)
- تسلق إلى 5,000 قدم (1,500 م): 5 دقيقة 30 ثانية

### اقتباسات
1. 1 2  Mason 1994, p. 171.
2. ↑  Jackson 1974, p. 322.
3. ↑  "Armstrong - Whitworth "Atlas"". Hellenic Air Force. مؤرشف من الأصل في 2016-03-31. اطلع عليه بتاريخ 2016-03-06.
4. ↑  Mason 1994, pp. 170–171.
5. ↑  Thetford 1957, p. 25.